# Haustrum scobina
Haustrum scobina, tiếng Anh thường gọi là oyster borer, là một loài ốc biển săn mồi, là động vật thân mềm chân bụng sống ở biển thuộc họ Muricidae, họ ốc gai.

## Phân bố
Oyster borers use a mucous layer that surrounds the entrance to their shell to prevent dessiccation in the midlittoral and high tidal zones.